# Szkarn

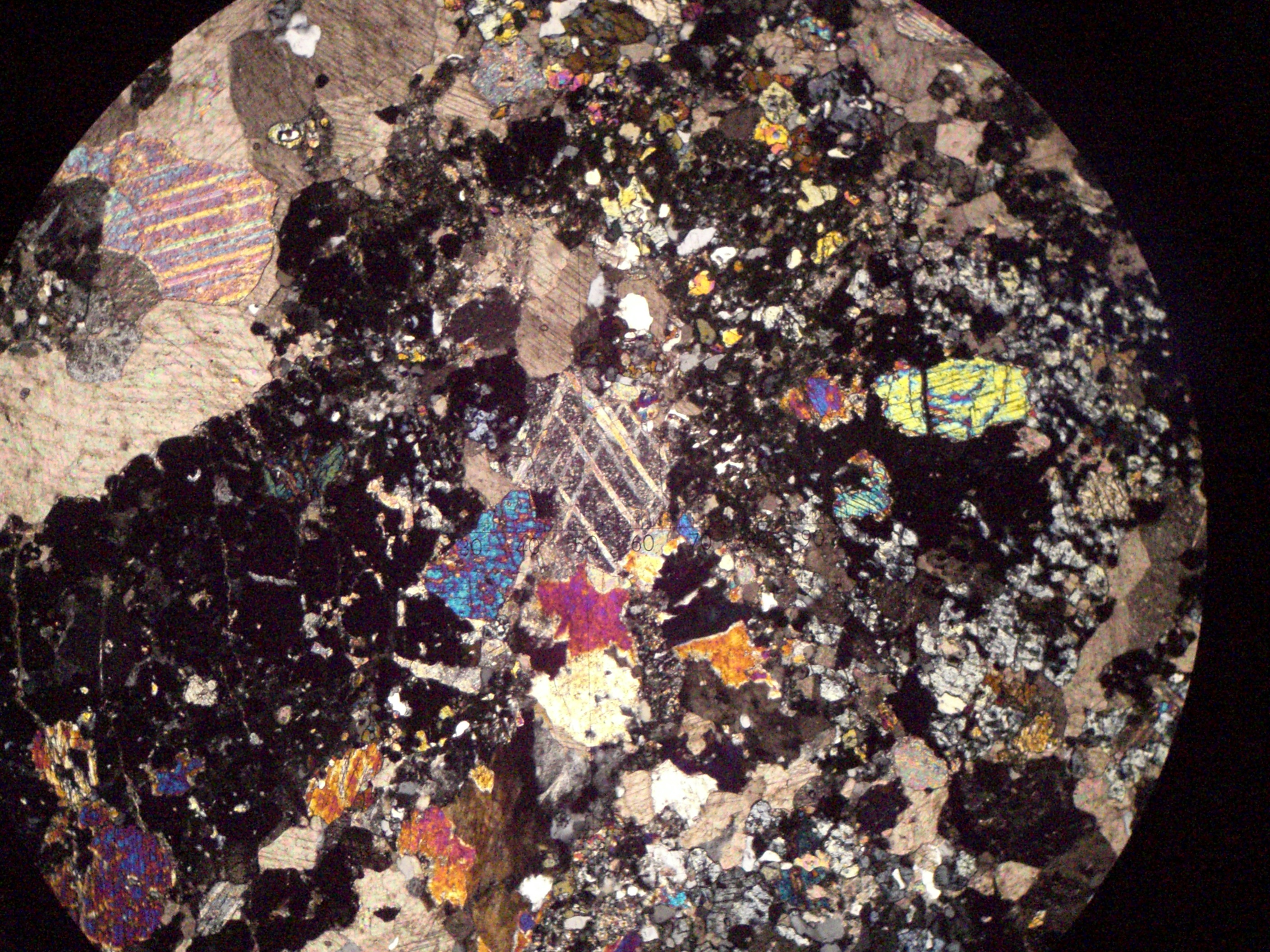

A szkarn a karbonátos mellékkőzetbe történő magmabenyomulás hatására keletkező, kontakt metamorf kőzet (mész-szilikát szaruszirt). A magmás és a karbonátos kőzet kölcsönösen hatnak egymásra, a folyamat során jelentős mértékű metaszomatózis játszódik le. Az átalakulás helyétől függően megkülönböztetünk endoszkarn-t (a kontaktus magmás kőzet felé eső része) és exoszkarn-t (a kontaktus eredetileg karbonátos kőzet felé eső része).
A szkarn kifejezést egy svéd bányász elnevezése, mely a kőzet szívós, kemény, kalciumalumoszilikátos szerkezetére utal. A benyomuló magmatitban kialakuló endoszkarn és a mellékkőzetben képződő exoszkarn együtteséből igen változatos alakú, méreteiben szélsőségesen ingadozó szkarn kőzettest fejlődik ki. Képződése fizikai-kémiai értelemben bimetaszomatikus-diffúziós folyamat, amely a magmás kőzetből a mellékkőzet felé azaz az intrúzivum felé diffundálnak a kémiai komponensek. Másik esetben kompakt infiltrációs folyamat, amelyben a metaszomatizáló fluid oldat – gőz oldatrendszernek egy irányban (a mellékkőzet ill. a magmatit felé) történő diffúziós áramlása történik meg.

## A szkarnok felosztása és típusai
1. Kémiai összetétel alapján:
  - Ca-szkarn,
  - Mg-szkarn,
  - Fe-szkarn,
  - Mn-szkarn és ezek kombinációi.
2. Kialakulásuk nyomás-hőmérséklet viszonyai alapján:
  - nagyhőmérsékletű szkarn,
  - kishőmérsékletű szkarn.
3. Képződési mechanizmusuk alapján
  - infiltrációs szkarn (egyirányú az anyagvándorlás),
  - diffúziós szkarn (bimetaszomatikus szkarn, azaz kétirányú az anyagvándorlás).

## Ásványos összetételük
A kiindulási kőzetnek megfelelően a szkarnkőzetek elsősorban Ca- és Mg-ásványokat tartalmaznak, de anyagukban alárendelt mennyiségben Fe- és Mn-ásványok is megjelenhetnek. Az ásványok gyakran zónákba-sávokba rendeződnek.
- Ca-szkarnok: wollasztonit, diopszid, "grandit" gránát (grosszulár+andradit), vezúvián, epidot,
- Mg-szkarnok: forszterit, spinell, fassait, flogopit,
- Ca-Fe szkarnok: hedenbergit, andradit, lievrit, magnetit,
- Mn-szkarnok: rodonit, johannsenit, tefroit.

## Képek

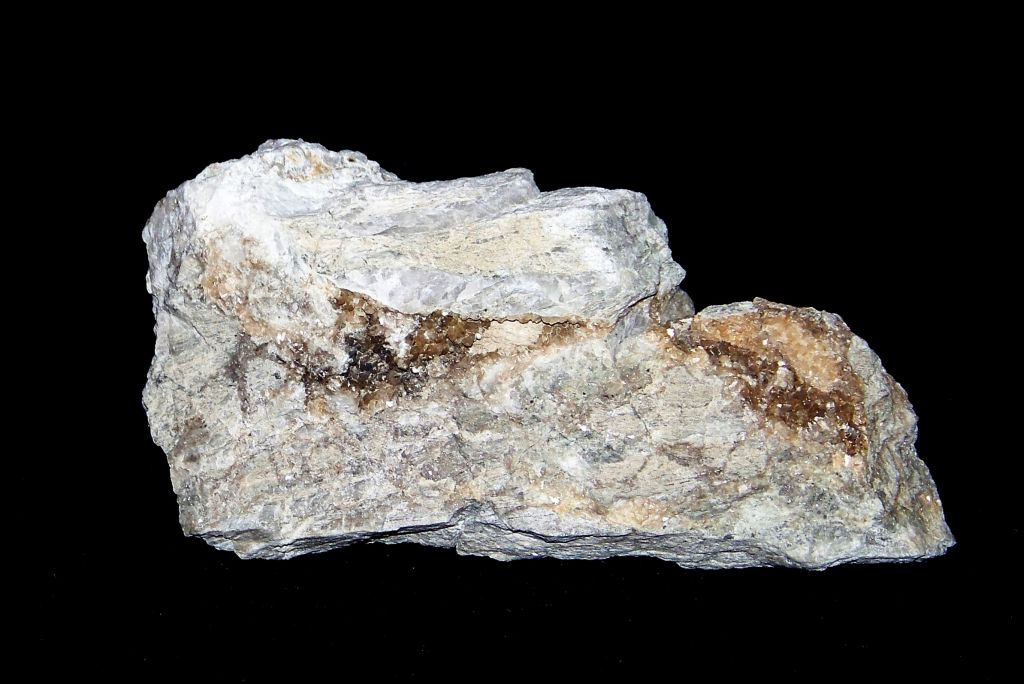
Egy szép példány Lengyelországból
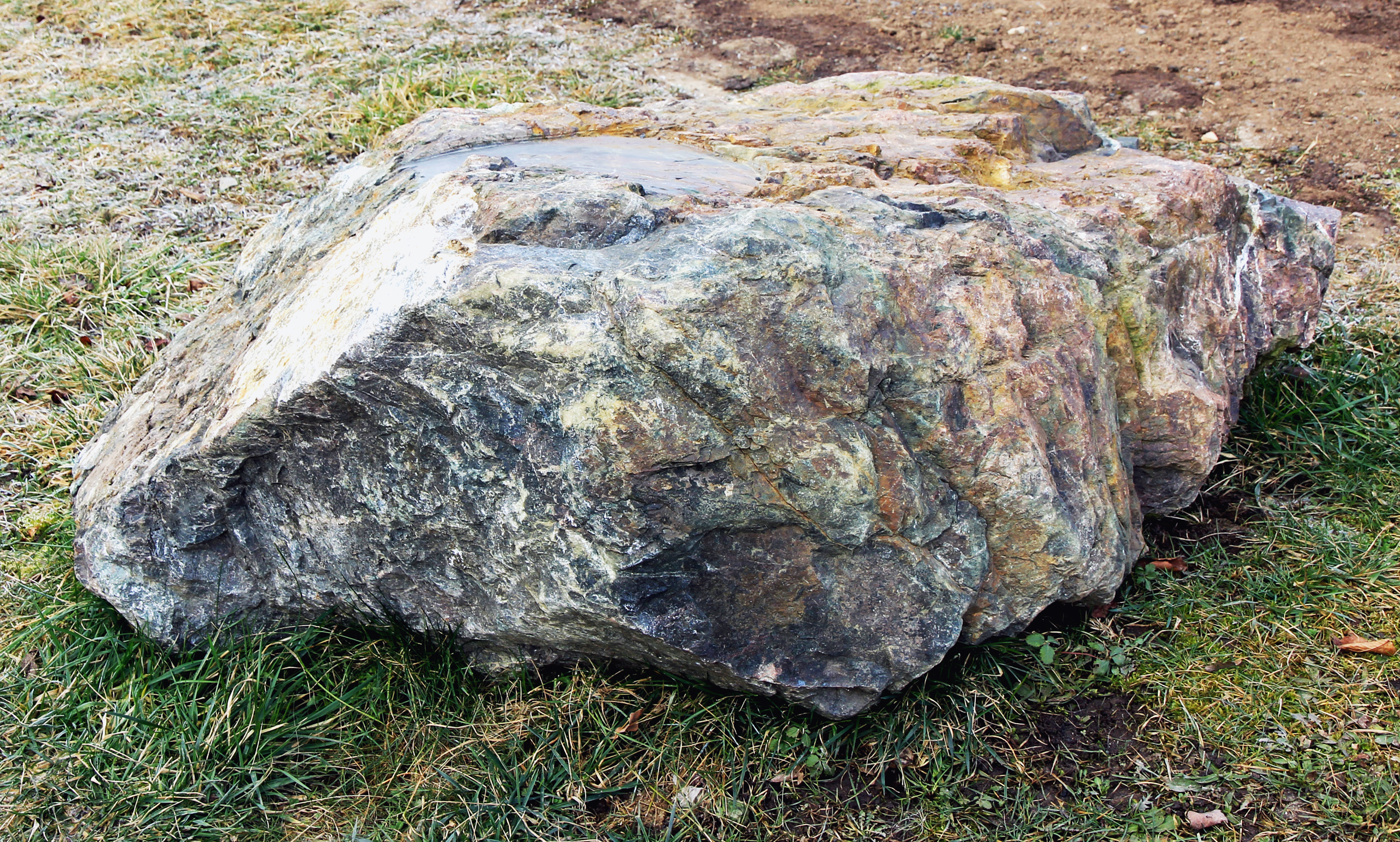
Szkarn Csehországból

## Rokon kőzettípusok
szaruszirt